# Euonymus distichus
Euonymus distichus là một loài thực vật có hoa trong họ Dây gối. Loài này được H.Lév. mô tả khoa học đầu tiên năm 1914.